# Amelanchier canadensis
Amelanchier canadensis és una espècie de planta amb flors de la família de les rosàcies.

## Distribució
És nativa de l'orient de l'Amèrica del Nord, que es troba al Canadà des de Nova Escòcia fins al sud d'Ontario, i als Estats Units des de Maine fins a Alabama, des de l'oest del Mississipi a les parts orientals de Tennessee. Habita llocs antropitzats (hàbitats artificials o alterats), penya-segats, calbs o cornises, vores forestals, prats i praderies. En general, a zones humides, en terrenys amb drenatge, fins als 200 msnm d'altitud.

## Descripció
És un arbust o arbre menut llenyós i caducifoli natiu de Nord-amèrica. Shadbush és el nom comú en anglès perquè la seua floració coincideix amb la migració anual del tarpó als rius de Nova Anglaterra. Té diversos troncs llisos i grisos que creixen de 2 a 6,5 m d'alçada i 5–6 m d'ample, amb una forma de creixement pareguda a la del vern. L'escorça llisa i grisosa, lleugerament marcada amb ratlles fosques i verticals quan és jove, i rugosa, amb solcs llargs quan és madur. Les seues branques miren cap amunt, de manera que són quasi paral·leles a la tija principal. Aquestes són peludes quan són joves, i es tornen suaus amb l'edat. Són rogenques a l'hivern i produeixen brots de fulla roja a causa de l'elevat nivell d'antocianines. Les fulles de 3 a 6 cm de llarg i 2 a 3 cm d'amplària són oblongues, finament dentades, arrodonides a la base i arrodonides a l'àpex amb una projecció xicoteta i aguda. Hi ha 10-15 parells de nervis principals. Les fulles joves es cobreixen amb una pilositat suau i fina, i es va tornant verda fosca i suau. El revers de la fulla està cobert de pèls blancs i tous. La inflorescència és indeterminada, amb moltes flors blanques pedunculades i no fragants. Els cinc pètals són oblongs a lanceolats de 7–10 mm de longitud. El fruit mengívol és de color roig violat, sucós i dolç. És tècnicament un pom, que no és típic de les rosàcies. El seu nombre cromosòmic és 2n = 17
No és estrany que s'hibridi amb altres espècies del gènere, com ara A. stolonifera, A. intermedia, A. arborea, i A. laevis, la qual cosa dificulta la seua identificació per la gran variabilitat morfològica dins del gènere.

## Usos

### Ornamental
S'utilitza com a planta ornamental perquè té un fullatge groc i daurat molt atractiu que es torna d'un roig ataronjat a la tardor. Sovint es planta a la primavera o a la tardor per ser un arbre que siga el punt focal del paisatge. Un desavantatge per ser part de la flora urbana és que pot ser intolerant a les illes de calor dels nuclis urbans i la contaminació. A causa de la seua sensibilitat a la pol·lució, es considera una planta adequada per utilitzar-la com a bioindicador de fluorur gasós, també s'ha observat que és sensible a alts nivells de compostos nitrogenats en l'aire.

### Medicinals
L'ús regular millora l'insomni infantil (calmant suau) i la visió, enforteix tot el cos, normalitza les seues funcions bàsiques. Les baies tenen un efecte beneficiós sobre la digestió i els intestins. Prendre regularment infusió de les flors normalitza el funcionament del múscul cardíac i reduir la pressió arterial. Les tribus natives americanes utilitzaven l'arrel per curar diarrea, indigestió, sagnat menstrual excessiu i expulsar cucs intestinals (vermífug).
Els fruits poden consumir-se en fresc, deshidratats i cuits.

### Contraindicacions
Les baies no s'han de barrejar amb llet fresca. Conté substàncies coagulants de la proteïna de la llet (caseïna), la qual cosa pot esdevenir en diarrea i provocar diversos trastorns de l'estómac.

## Galeria

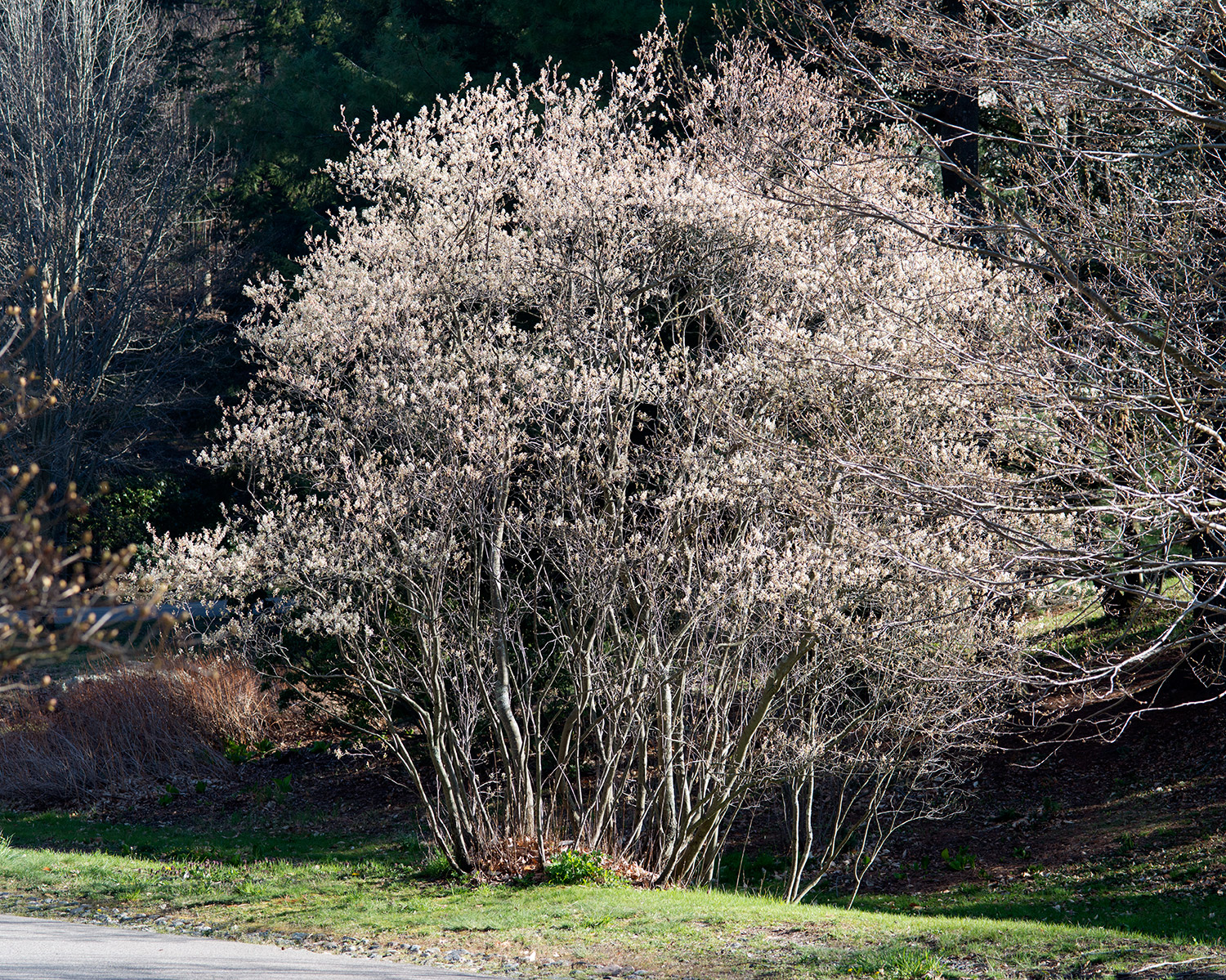
Bosquet d'Amelanchier canadensis
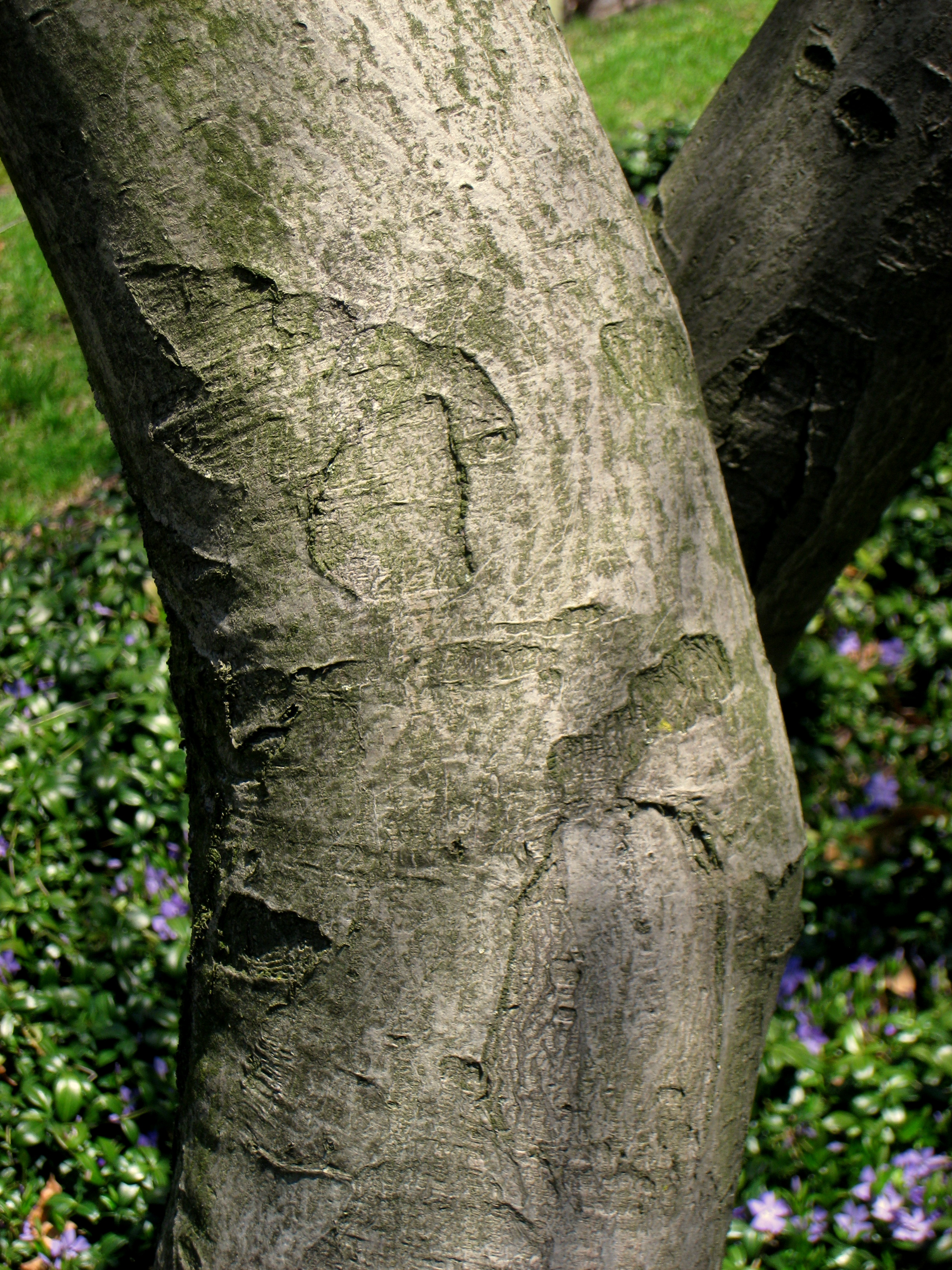
Escorça jove
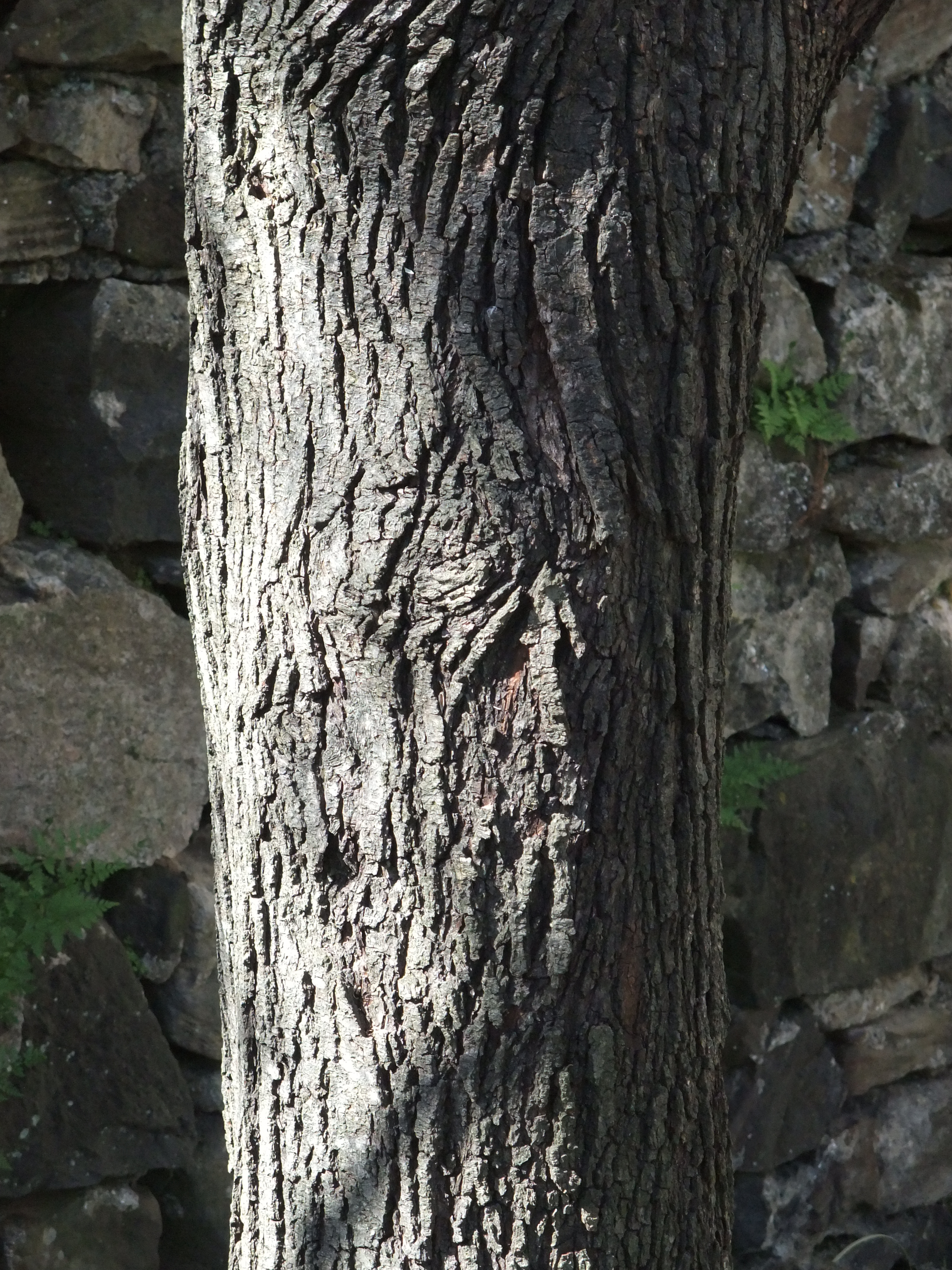
Escorça madura
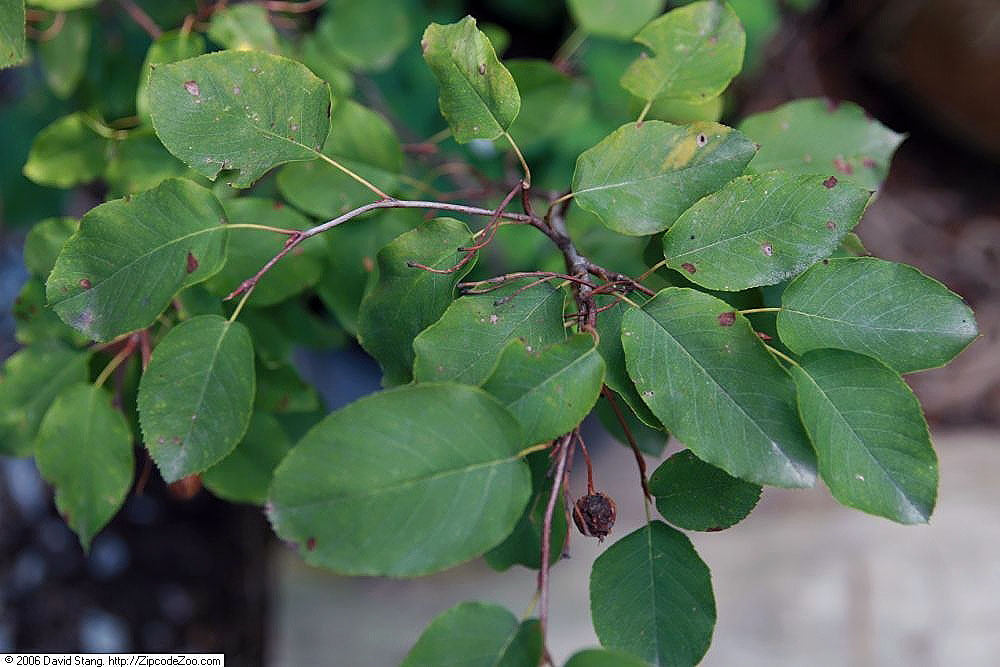
Fulles
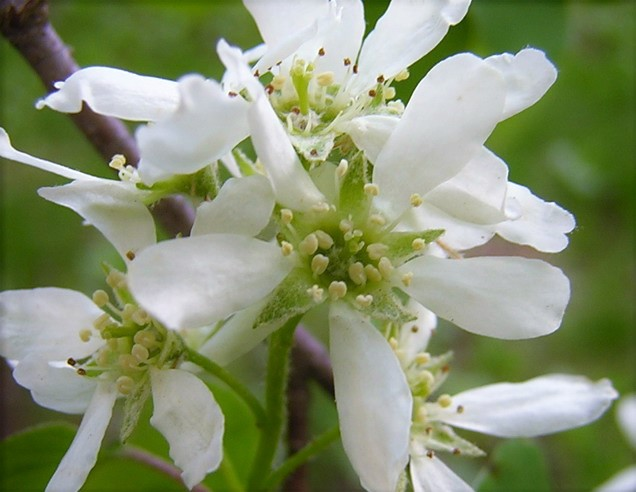
Flors
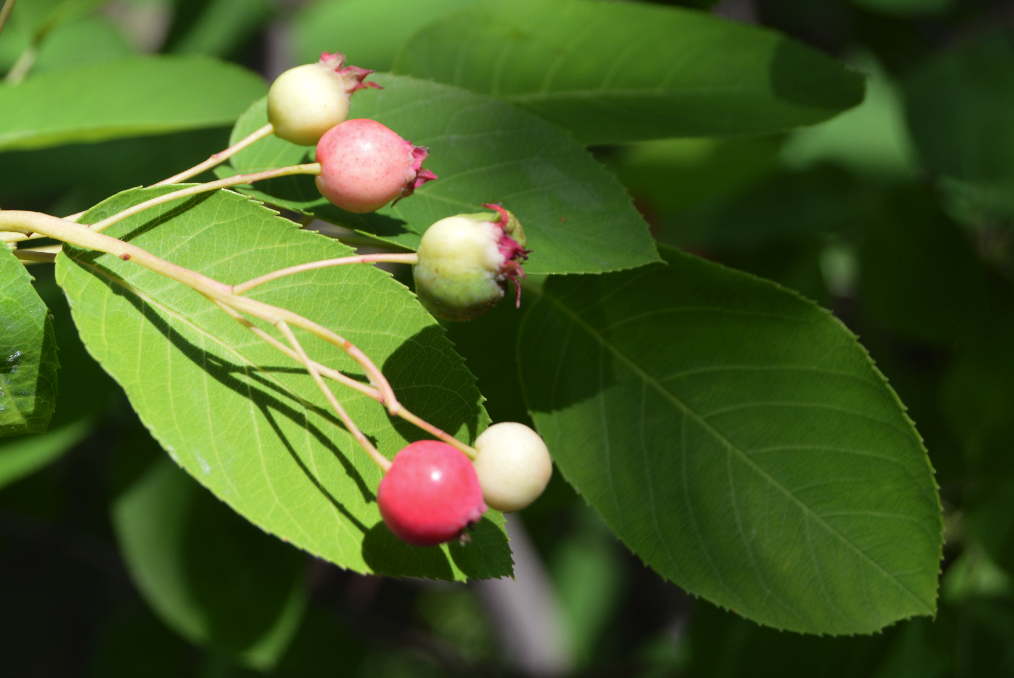
Fruits
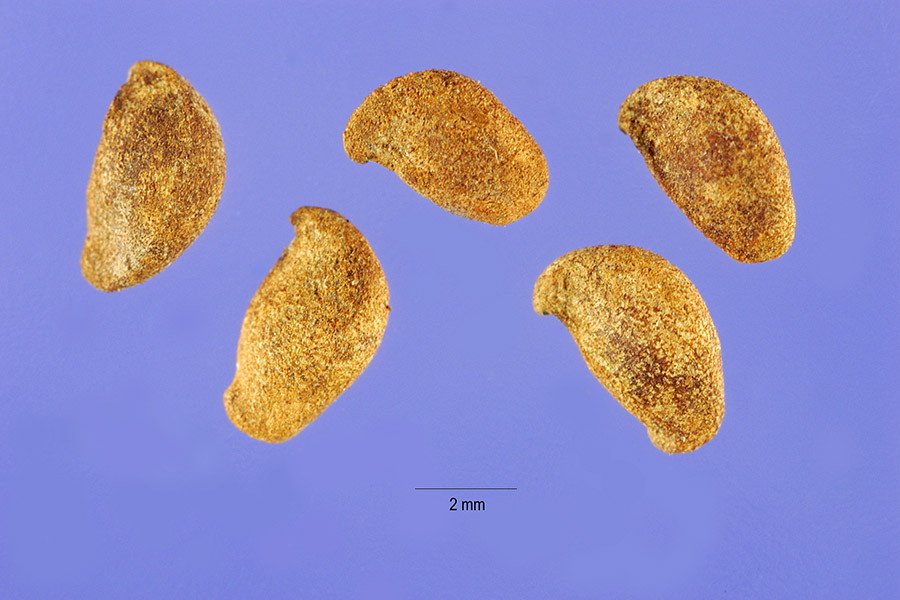
Llavors